# Plăvaie
Plăvaie (pronunciat en romanès: [ˈPlavaj]) és una varietat de raïm blanc de Moldàvia. Aquesta varietat va ser popular al segle xix i a principis del segle xx, però ara poques vegades es conrea.